# Hallam Tennyson, 2:e baron Tennyson
Hallam Tennyson, 2:e baron Tennyson, född den 11 augusti 1852 i Twickenham, död den 2 december 1928 i Freshwater, var en engelsk ämbetsman. Han var son till Alfred Tennyson, 1:e baron Tennyson.
Tennyson blev efter universitetsstudier sin fars privatsekreterare och skrev sedermera den viktigaste biografin över honom. Han ärvde 1892 faderns peersvärdighet. Tennyson var 1899-1902 guvernör i Sydaustralien samt 1902-1904 Australiens andre generalguvernör.